# Akihiko Tago
Pour les articles homonymes, voir Tago.
Akihiko Tago (多胡 昭彦, Tago Akihiko), né en 1932, est un astronome amateur japonais.
Il est le codécouvreur de plusieurs comètes, dont C/1968 H1 (Tago-Honda-Yamamoto), C/1969 T1 (Tago-Sato-Kosaka) et C/1987 B1 (Nishikawa-Takamizawa-Tago). Il a aussi découvert indépendamment la comète C/1970 U1.
Il a également découvert plusieurs novas, dont V2313 Ophiuchi, V1493 Aquilae (Nova Aquilae 1999), V2275 Cygni (Nova Cygni 2001 No. 2), V574 Puppis (Nova Puppis 2004), V2467 Cygni (Nova Cygni 2007) et V459 Vulpeculae (Nova Vulpeculae 2007 No. 2),.
En 2006, il est le premier astronome à découvrir un système micro-lenticulaire[Quoi ?] en dehors des nuages de Magellan et le bulbe de la Voie lactée. La luminosité de l'étoile GSC 3656-1328 s'est soudainement accrue de quatre magnitudes en deux semaines puis est retournée à sa luminosité normale deux semaines plus tard. Une étoile naine rouge ou une naine brune est passée exactement en face de GSC 3656-1328 et la gravité de la naine a dirigé plus de lumière vers les observateurs sur Terre.
À l'observatoire municipal Satsuki de Yanahara (préfecture d'Okayama), Tago a travaillé comme instructeur, vulgarisant l'astronomie, notamment auprès des jeunes.
L'astéroïde (7830) Akihikotago est nommé en son honneur.